# Zaenal Arief
Zaenal Arief (Garut, 3 gennaio 1981) è un calciatore indonesiano, attaccante del Persepam Madura Utama.

## Carriera

### Club
Comincia a giocare al Persib. Nel 2000 si è trasferito al Persita Tangerang. Nel 2006 torna al Persib. Nel 2009 passa al Persisam Putra. Nel 2010 si trasferisce al Persikabo Bogor. Nel 2011 passa al PSPS Pekanbaru. Nel 2013 viene acquistato dal Persepam Madura Utama.

### Nazionale
Ha debuttato in nazionale nel 2002. Ha partecipato, con la Nazionale, alla Coppa d'Asia 2007. Ha collezionato in totale, con la maglia della nazionale, 27 presenze e 13 reti.